# Félix Assunção Antunes
Félix Assunção Antunes (Barreiro, 14 dicembre 1922 – Pretoria, 6 luglio 1998) è stato un calciatore portoghese, di ruolo difensore.

## Carriera

### Nazionale
Ha collezionato 15 presenze con la propria Nazionale.